# Berthelsdorf

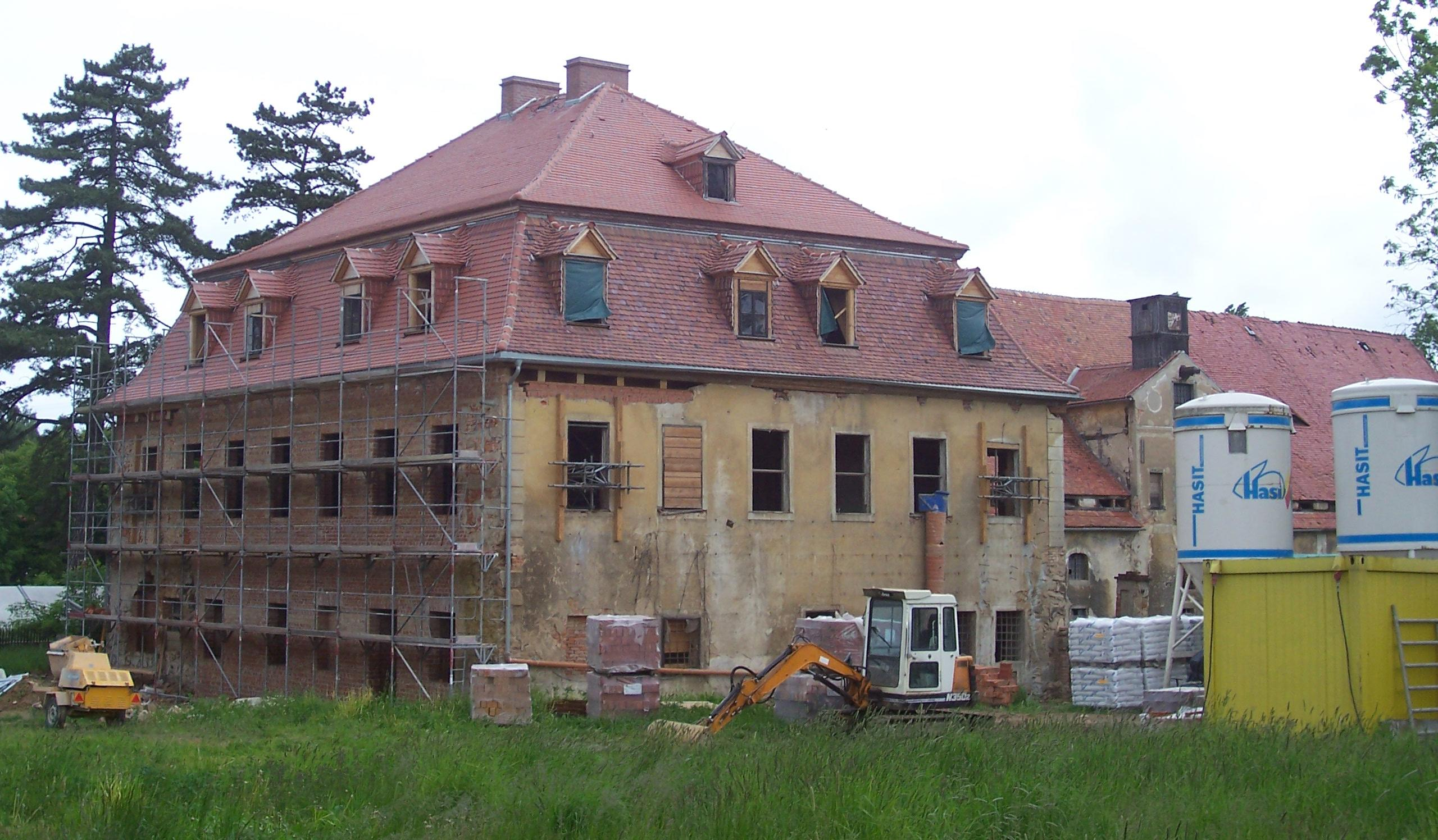
Slottet i Berthelsdorf under ombyggnad.

Berthelsdorf är en före detta kommun i östra Sachsen, norr om Zittau, numera en del av Herrnhut.
Berthelsdorf är nära förknippat med herrnhutismen, på godset Berthelsdorf bildade Nikolaus Ludwig von Zinzendorf en slottsförsamling, till vilken sedan slöt sig en större församling bestående av invandrare tillhörande Böhmiska bröderna som slagit sig ned på Zinzendorfs gods.